# Dominion of Melchizedek
Die Dominion of Melchizedek ist eine Mikronation. Sie wurde 1986 von Evan David Pedley und seinem Sohn, Mark Logan Pedley gegründet. Der Name Melchizedek wurde nach der gleichnamigen biblischen Figur gewählt, die Dominion betrachtet sich als Ecclesiastical Sovereign Nation State und erhob im Laufe der Zeit diverse Souveränitätsanspüche, im Wesentlichen auf eine Reihe von pazifischen Inseln. Es handelt sich dabei um das unbewohnte Taongi-Atoll (Marshallinseln), die kolumbianische Insel Malpelo, Karitane Shoal (ein neun Meter unter der Wasseroberfläche liegendes Riff), das zu den Rotuma-Inseln gehörende Solkope Island, und die französische Clipperton-Insel.
Öffentlich bekannt wurde die Dominion vor allem durch seine Rolle bei Geldwäsche und der Legitimation betrügerischer Offshore-Banken.
Beide Gründer sind in den USA wegen Betrugsdelikten mehrfach vorbestraft.
Eine Anerkennung als Staat von dritter Seite ist nicht erkennbar. Die amerikanische Börsenaufsicht bezeichnet sie als nicht existent.
Lediglich in einem Artikel der Washington Post ist die Rede von einer diplomatischen Anerkennung durch die Zentralafrikanische Republik 1993, gleichzeitig bemerkt der Artikel jedoch „...you get the feeling that the Central African Republic would recognize the State of Denial if it had a letterhead.“, sinngemäß: „...man gewinnt den Eindruck, die Zentralafrikanische Republik würde jeden Staat anerkennen, solange er einen Briefkopf hat.“